# Convento de las Dueñas (Salamanca)
El convento de las Dueñas es un convento femenino de la orden dominica situado en la ciudad de Salamanca, España.

## Historia
El salmantino convento de Santa María, más conocido como Las Dueñas, fue fundado en 1419 por Juana Rodríguez de Monroy, esposa de Fernando Alfonso de Olivera, en las casas donde habitaba y que había mandado construir su primer marido, Juan Sánchez de Sevilla, quien, desde 1390, desempeñó el oficio de contador mayor de Castilla. La intención de la fundadora fue la creación de un beaterio en el que pudieran retirarse nobles señoras, por lo que recibió del pueblo salmantino el sobrenombre de convento de las Dueñas.
Autorizada la donación a finales del año 1419, pronto fueron habitadas por religiosas dominicas las dependencias del palacio mudéjar de fines del siglo XIV, de las que se conservan algunos restos, como un arco de herradura apuntado en el claustro superior, en ladrillo, con chambrana y en las enjutas azulejos negros y verdes entre piezas blancas. El dormitorio del noviciado debió de ser la cámara principal de la casa, con planta cuadrada y pavimento de azulejo, con dos puertas de yesería.
En 1533 se construyó el templo y el claustro, construcciones que se superpusieron a lo ya edificado.

## Arquitectura

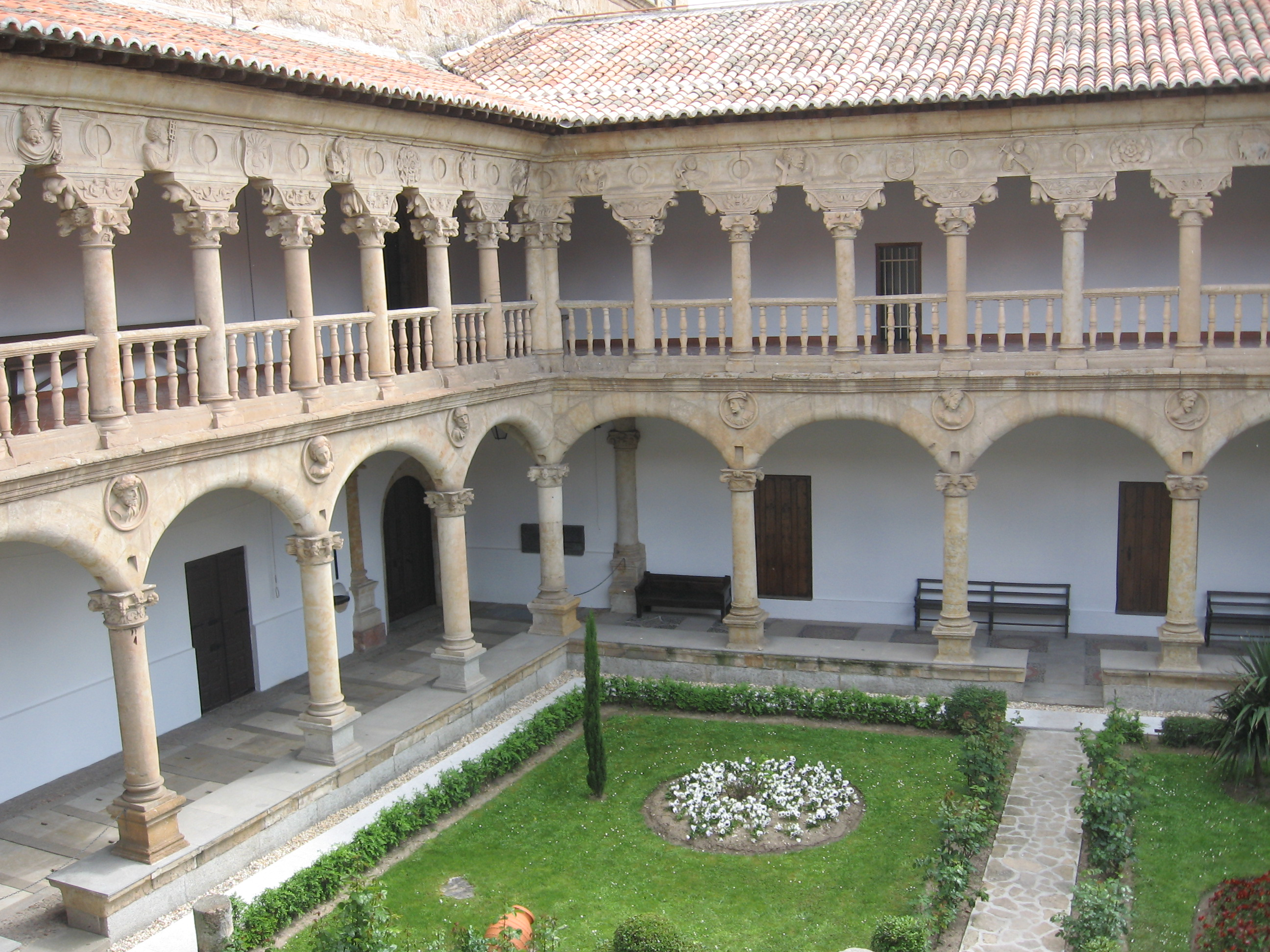
Aspecto del claustro plateresco

La iglesia es obra del fraile dominico fray Martín de Santiago, consta de una sola nave en estilo gótico cubierta por siete bóvedas de cruceria de terceletes, rematada en un ábside con retablo barroco.

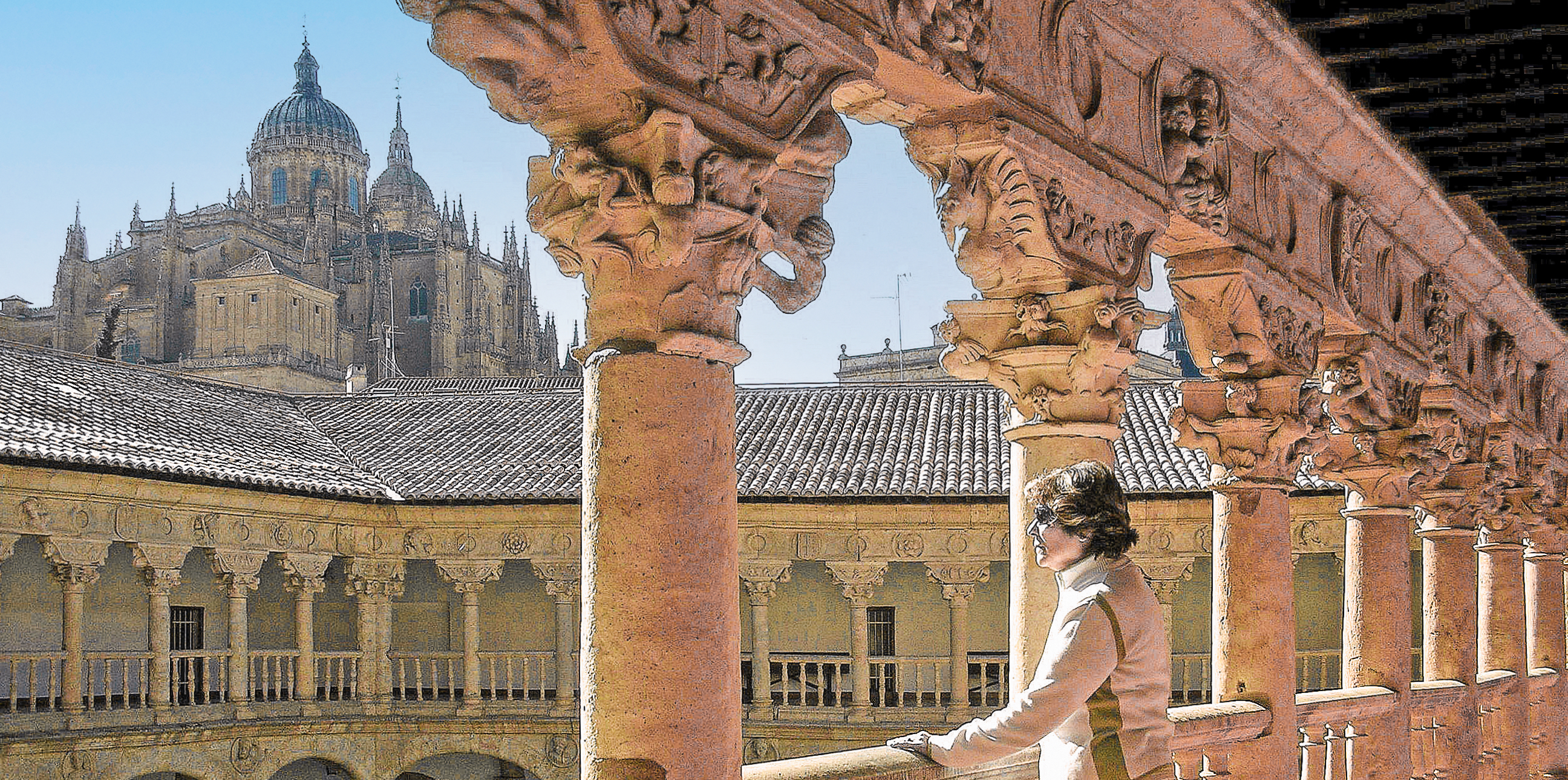
Aspecto del claustro plateresco

En el exterior de la iglesia, de gran sobriedad, destaca la portada plateresca, con un primer orden apilastrado doble que apoya en ménsulas y encierra la puerta, en arco de medio punto. Entre las pilastras, ménsulas y doseletes para alojar estatuas. En el segundo cuerpo, ornamentadas columnas escoltan un nicho, donde se encuentran una imagen de la Virgen, además de las de san Francisco y Santo Domingo de Guzmán, atribuidas por algunos autores a Luis Salvador Carmona[cita requerida].
Pero, indudablemente, el interés de todo el convento se centra en el magnífico claustro, edificado en 1533, que tuvo que adecuar su planta a la disposición de las primitivas dependencias, por lo que desarrolló una singular planta pentagonal irregular, del que el lado menor es de dos arcos, mientras que los otros alcanzan seis o siete arcos. Vinculado arquitectónicamente a la obra de Rodrigo Gil de Hontañón, consta de dos plantas. La inferior cuenta con arcos escarzanos sobre columnas y medallones con cabezas en las enjutas, y la superior es adintelada con columnas y zapatas. Los capiteles, de los que se desconoce el escultor, son de fantasía y variedad inagotables y en las enjutas fueron labrados monstruos y grutescos.